# ウラジーミル・シクリャローフ

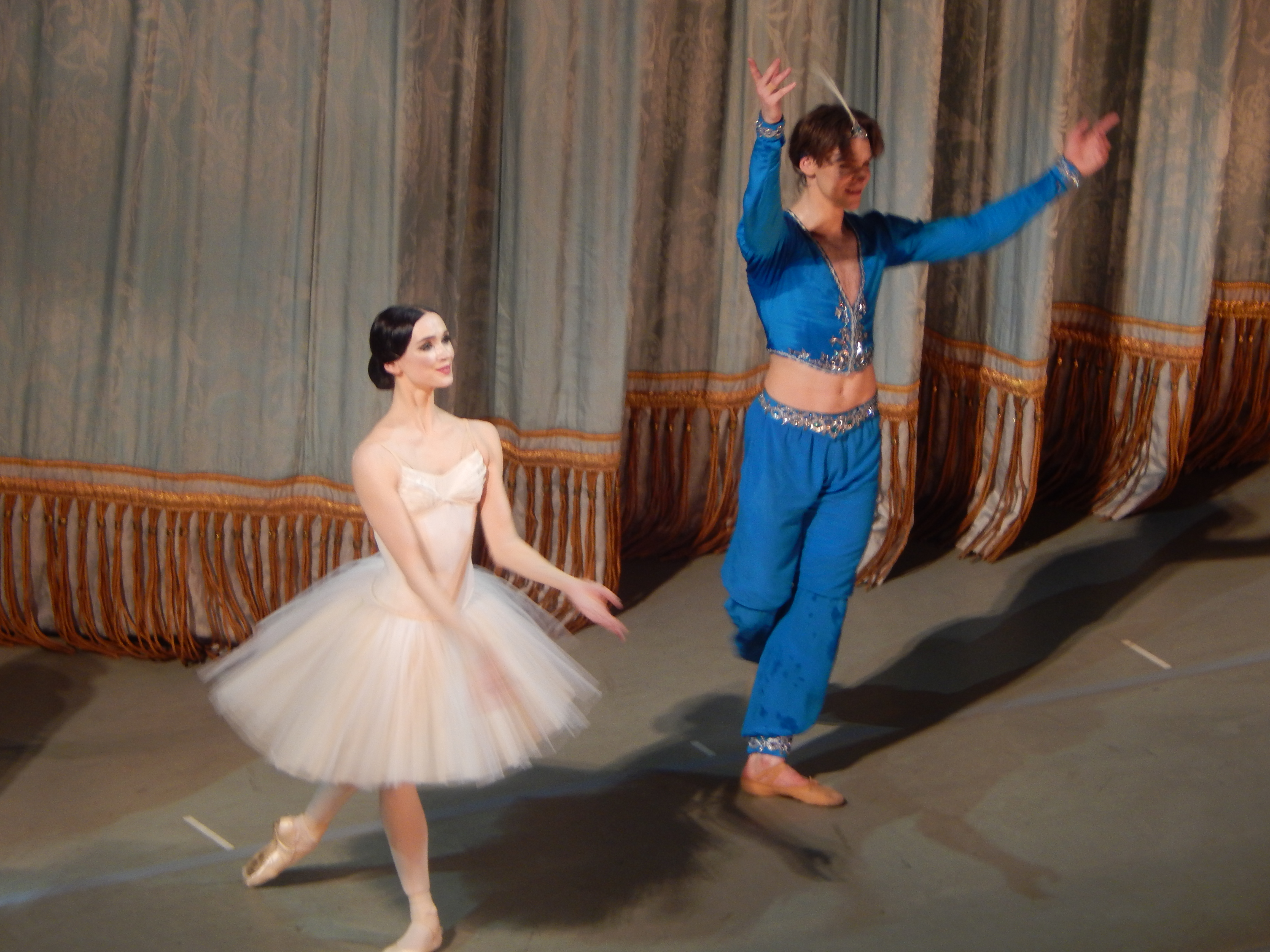
マリインスキー2017年

ウラジーミル・シクリャローフ（Vladimir Shklyarov、露: Владимир Шкляров 、1985年2月9日 - 2024年11月16日）は、ロシアのバレエダンサーである。
2003年にワガノワ・バレエ学校を卒業後、マリインスキー・バレエに入団した。入団後昇進を重ね、2008年にファースト・ソリスト、2011年にプリンシパルに昇進した。ダンスール・ノーブルにふさわしい容姿と優れた舞踊技巧、そして幅広い芸域を兼ね備えたダンサーで、マリインスキー・バレエのみならず世界各地で活躍している。
妻は同じくマリインスキー・バレエに所属するバレエダンサーのマリア・シリンキナ (en) 。なお、しばしば「シクリャーロフ」とも表記される。

## 経歴
サンクトペテルブルクの生まれ。ワガノワ・バレエ学校に入学して、ヴィターリー・アファナスコフのクラスでバレエを学んだ。在学中の2002年に、ワガノワ賞バレエ・コンクールに入賞している。
2003年にワガノワ・バレエ学校を卒業し、同年マリインスキー・バレエに入団した。入団後の2007年にマリウス・プティパ原振付『フローラの目覚め』（セルゲイ・ヴィハレフ復元振付）のゼフィール役、2008年にはミハイル・フォーキン原振付『ル・カルナヴァル』（en:Carnaval (ballet)、ヴィハレフ復元振付）のアルルカン役の初演者となった。入団後昇進を重ね、2008年にファースト・ソリスト、2011年にプリンシパルに昇進した。
シクリャローフはダンスール・ノーブルにふさわしい容貌に恵まれたダンサーで、『白鳥の湖』、『眠れる森の美女』、『くるみ割り人形』での王子役の他、『ロミオとジュリエット』（ロミオ）、『ライモンダ』（ジャン・ド・ブリエンヌ）などの主役の他に『白鳥の湖』の道化、『海賊』のアリとランケデム、『ラ・バヤデール』の黄金の像などキャラクテール風の役柄をも踊りこなす芸域の幅広さを持つ。舞踊の技巧にも優れ、ジョージ・バランシン振付『ジュエルズ』、『シンフォニー・イン・C』、ハラルド・ランダー振付『エチュード』（en:Études (ballet)）などのアブストラクト・バレエもレパートリーに加えている。
マリインスキー・バレエのロシア国外での公演に参加するほか、他のバレエ団等へのゲスト出演も多い。2012年にモスクワのボリショイ劇場で『白鳥の湖』に主演、2014年5月にはアメリカン・バレエ・シアターで『ラ・バヤデール』のソロル役でデビューを果たした。『ラ・バヤデール』はシクリャローフ自身が最も好きな作品の1つであり、アメリカン・バレエ・シアターへの招聘もこの作品が契機であったという。アメリカン・バレエ・シアターでは、ナタリア・マカロワ（『ラ・バヤデール』の演出と振付を担当した）とともにリハーサルする機会があった。シクリャローフはマカロワについて「本当に並はずれた女性」と評し、「唯一無二の、かけがえのない存在ですよ」と高い評価を与えていた。
2015年6月には東京バレエ団のゲストとして、アリーナ・コジョカルとともに『ラ・バヤデール』に主演している。東京バレエ団へのゲスト出演は、マカロワの推薦によるものであった。シクリャローフはコジョカルとの共演について「アリーナは本当に素敵でした!彼女と踊ることは長いことぼくの夢だったのですよ（後略）」とインタビューでその喜びを語っていた。
2015年11月のマリインスキー・バレエ日本公演では『愛の伝説』（ユーリー・グリゴローヴィチ振付）のフェルハド役で舞台に立った。しかし、3幕の大詰めで負傷するアクシデントに見舞われ、出演予定だった『ロミオとジュリエット』は降板となった。その後復帰を果たし、2016年3月31日から4月10日にかけて行われたマリインスキー国際バレエフェスティバルでは『青銅の騎士』（ロスチラフ・ザハロフ原振付、ユーリー・スメカロフ再振付）に主演した。
2016年5月にバイエルン国立バレエの芸術監督イーゴリ・ゼレンスキーの招聘に応じて、同バレエ団と1年契約を結んだことが明らかにされた
。ただし、マリインスキー・バレエを退団せずに1年間の休暇をとった状態で参加することになり、この1年契約はもう1年延長される可能性があるという。シクリャローフはバイエルン国立バレエとの契約を結んだ理由として、「マリインスキー・バレエでは踊りたい役をすべて踊ったから、新しい環境に身を置いてさらにレパートリーを広げたい」との考えを表明した。
ワガノワ賞バレエ・コンクールの他にも受賞歴は数多い。主なものとしては、「バレエ」誌の「ダンスの魂」新人賞（2008年）、レオニード・マシーン舞踊芸術賞（2008年）、モスクワ国際バレエコンクールシニア男性金賞（2009年）などがある。2014年には国際バレエフェスティバル「ダンス・オープン」においてミスター・ヴィルトゥオーゾに選出された。
2022年ロシアのウクライナ侵攻後、同年3月にソーシャルメディアに「僕はいかなる武力衝突にも反対です！（略）戦争も国境も要りません」と投稿した。

### 死去
シクリャローフは複雑な脊髄手術を受ける予定の2日前だった2024年11月16日、サンクトペテルブルクにて39歳で他界した。マンション5階のバルコニーから転落した際の負傷が死因となった。亡くなる前に、アルコール依存症や違法薬物の乱用に加えて、外科的な処置が必要な健康問題についても噂されていた。

## 私生活
シクリャローフは、同僚のバレエダンサー、マリア・シリンキナと結婚している。シリンキナはペルミの生まれで、同地でバレエを学んだ。2006年にペルミ国立舞踊学校を卒業して、同年マリインスキー・バレエに入団して、タチアナ・テレホワの指導を受けた。
シリンキナの主なレパートリーとしては、『ジゼル』のタイトル・ロールや、『海賊』のギュリナーラ、『眠れる森の美女』のオーロラ姫とフロリナ王女などクラシック・バレエの主要な役柄のみならず、ジョージ・バランシン振付の『ジュエルズ』、『チャイコフスキー・パ・ド・ドゥ』などのアブストラクト・バレエやアレクセイ・ラトマンスキーによる『シンデレラ』のタイトル・ロールなど幅広い役柄を踊っている。
2人の間には、2015年2月に男児アレクセイが誕生した。シクリャローフは「本当にかわいい。ぼくの三十年の人生のなかでもっとも素晴らしい授かりものです」とその喜びを語っている。シリンキナは同年7月30日にマリインスキー劇場での『ロミオとジュリエット』で舞台に復帰し、11月の日本公演では『愛の伝説』で夫妻共演を果たした。なお、シリンキナもシクリャローフとともに、バイエルン国立バレエとの1年契約を結んだことが明らかになっている。
2021年7月に、第2子である女児アレクサンドラが生まれた。